# Anthoscopus
Anthoscopus – rodzaj ptaków z rodziny remizów (Remizidae).

## Zasięg występowania
Rodzaj obejmuje gatunki występujące w Afryce.

## Morfologia
Długość ciała 7,5–9 cm; masa ciała 6–9 g.

## Systematyka
Rodzaj zdefiniował w 1851 roku niemiecki ornitolog Jean Cabanis w publikacji swojego autorstwa o tytule Museum Heineanum. Cabanis nie wskazał gatunku typowego. W ramach późniejszego oznaczenia w 1855 roku angielski ornitolog George Robert Gray na typ nomenklatoryczny wyznaczył remizka żółtobrzuchego (A. minutus).

### Etymologia
- Anthoscopus (Anthroscopus): gr. ανθος anthos ‘kwiat’; σκοπος skopos ‘poszukiwacz’, od σκοπεω skopeō ‘odkryć’[8].
- Rhaphidornis: gr. ῥαφις rhaphis, ῥαφιδος rhaphidos ‘igła’, od ῥαπτω rhaptō ‘szyć’; ορνις ornis, ορνιθος ornithos ‘ptak’[9]. Typ nomenklatoryczny: Rhaphidornis flavifrons Reichenow, 1897 (= Aegithalus flavifrons Cassin, 1855).

### Podział systematyczny
Do rodzaju należą następujące gatunki:
- Anthoscopus punctifrons (Sundevall, 1850) – remizek sudański
- Anthoscopus parvulus (von Heuglin, 1864) – remizek żółtawy
- Anthoscopus musculus (Hartlaub, 1882) – remizek blady
- Anthoscopus flavifrons (Cassin, 1855) – remizek złotoczelny
- Anthoscopus caroli (Sharpe, 1871) – remizek zmienny
- Anthoscopus minutus (Shaw, 1812) – remizek żółtobrzuchy